# Monte Albán
Monte Albán je veliko predkolumbovsko arheološko najdišče v občini Santa Cruz Xoxocotlán v južni mehiški državi Oaxaca (17,043 ° N, 96,767 ° W). Lokacija se nahaja na nizkem goratem območju dvignjena nad planoto v osrednjem delu doline Oaxaca. Mesto Oaxaca se nahaja približno 9 km vzhodno od Monte Albána.
Delno izkopano obredno središče Monte Alban se nahaja na vrhu umetno zravnanega grebena na nadmorski višini okoli 1940 m in se dviga okoli 400 m iz doline. Poleg monumentalnega jedra, je mesto označeno z več sto umetnimi terasami, deset skupin arhitekture pokriva celoten greben in širša pobočja. Arheološke ruševine na bližnjih Atzompa in El Gallo hribih na severu štejejo kot sestavni del starodavnega mesta.
Poleg tega, da je eno od prvih mest Mezoamerike, je Monte Alban pomemben tudi zaradi njegove vloge kot center Zapotekov skoraj tisoč let. Ustanovljen proti koncu srednjega obdobja okoli 500 pred našim štetjem, je okoli 100 pr. n. št. - 200 n. št.) Monte Albán postal prestolnica obsežne ekspanzionistične politične identitete, ki je prevladovala v Oaxacanskem visokogorju in komunicirala z drugimi mezoameriškimi državami v regiji. Mesto je izgubilo svojo politično premoč do konca poznega klasičnega obdobja (okoli 500-750 n. št.) in bilo kmalu zatem v veliki meri opuščeno.

## Raziskovanje zgodovine
Ker so vidne od kjerkoli v osrednjem delu doline Oaxaca, impresivne ruševine Monte Albána privlačijo obiskovalce in raziskovalce v vsej kolonialni in sodobni zgodovini. Med drugimi je Guillermo Dupaix raziskoval mesto v začetku 19. stoletja, J.M. García je objavila opis mesta leta 1859, A.F. Bandelier je obiskal in objavil nadaljnje opise leta 1890. Prve intenzivne arheološke raziskave so bile izvedene leta 1902. Izkopaval je Leopoldo Batres, takratni generalni inšpektor za spomenike mehiške vlade pod Porfirio Diazom. Leta 1931 so bila obsežna znanstvena izkopavanja izvedena pod vodstvom mehiškega arheologa Alfonsa Casa. Leta 1933 je Eulalia Guzmán pomagal z izkopom grobnice 7.  V naslednjih osemnajst letih so Caso in njegovi kolega Ignacio Bernal in Jorge Acosta izkopali velike dele v monumentalnem jedru mesta in še mnogo tega, kar je danes vidno na področjih, odprtih za javnost. Izkopane so bile številne stanovanjske in vladno-obredne strukture in na stotine grobov.
V poznih 1960-ih se je začela preiskava starejših obdobij, glavni poudarek je bil na prazgodovini in ekologiji Project Human Kent Flannery Univerze v Michiganu. V naslednjih dveh desetletjih je ta projekt dokumentiral razvoj družbeno-politične ureditve v dolini od najzgodnejšega arhaičnega obdobja (okoli 8000-2000 pr. n. št.) do faze Rosario (700-500 pr. n. št.) neposredno pred Monte Albanom. V tem kontekstu so med glavnimi dosežki dela Flanneryja, njegova obsežna izkopavanja na pomembnem formativnem centru San José Mogote v dolini Etla, projekt je sofinancirala Univerza v Michiganu.
Naslednji pomemben korak pri razumevanju zgodovine zasedbe mesta Monte Alban je bil dosežen s prazgodovinsko poselitvijo v dolini Oaxaca, projekt Richarda Blantona in več kolegov, začet v začetku leta 1970. Z intenzivno raziskavo in kartiranjem celotnega mesta,  je postala resnična razširjenost in velikost Monte Albána izven območja, ki ga je raziskoval Caso. V naknadnih sezonah so drugi razširili obseg pregleda na praktično celotno dolino, kar je dalo neprecenljivo količino podatkov o spreminjajoči poselitvi v regiji od najzgodnejših časov do prihoda Špancev v leta 1521.

## Zgodovina lokacije
Kot je navedeno v Blantonovi raziskavi se zdi, da je bil hrib Monte Alban nenaseljen pred 500 pred našim štetjem (konec keramične faze Rosario). V tistem času je bil San José Mogote glavno središče prebivalstva v dolini. Morda so bili kar trije ali štirje drugi manjši centri v drugih podregijah doline, vključno Tilcajete v južnem Valle Grande in Yegüih v Tlacolula na vzhodu. Konkurenca in vojskovanje se zdi, da so značilni fazo Rosario in podatki kažejo na obstoj nenaseljenega varovalnega pasu med San José Mogote in tistimi na jugu in vzhodu. Na tej nikogaršnji zemlji je bil Monte Albán ob koncu obdobja Rosario ustanovljen in je hitro dosegel oceno prebivalstva okoli 5200. Ta izjemna rast prebivalstva je doživela enako hiter padec v San José Mogote in sosednjih satelitskih mestih, zaradi česar je verjetno, da so  njihove glavne elite neposredno sodelovale pri ustanavljanju bodočega Zapoteškega glavnega mesta. 
Monte Alban faza II., okoli 100 pr. n. št. - 200 n. št. je imel ocenjeno populacijo 17.200, zaradi česar je bil med največjimi mezoameriškimi mesti v tistem času. Mesto ima odličen pregled naokoli. Kot je njegova politična moč rasla, se je Monte Albán razširil vojaško, preko prisvajanj in z dokončno kolonizacijo več področij zunaj doline Oaxaca, vključno s Cañada de Cuicatlán na severu in jugu Ejutla in Sola de Vega doline. V tem obdobju in v poznejših zgodnje klasičnih (Monte Albán III. A faza, okoli 200-500 n. št.) je bil Monte Albán središče pomembne regionalne politične identitete, ki izvajala prevladujoč vpliv nad dolino Oaxaca in po večjem delu visokogorja. Dokazi na Monte Albán kažejo stike na visoki ravni med elito tega območja in tistimi v Teotihuacanu. Do poznega klasičnega obdobja (Monte Alban III.B / IV, okoli 500-1000) se je vpliv mesta zunaj in znotraj doline zmanjšal in elite v številnih drugih središčih so začele uveljavljati svojo avtonomijo, vključno Cuilapan in Zaachila v Valle Grande in Lambityeco, Mitla in El Palmillo v vzhodni Tlacolula. Do konca istega obdobja (okoli 900-1000) je bilo starodavno središče večinoma zapuščeno in ko močno državo Monte Albán so nadomestile desetine konkurenčnih manjših polities, kar je trajalo do španske osvojitve .

## Spomeniki
Monumentalni center Monte Albána je Glavni trg, ki meri približno 300 x  200 metrov. Glavni ceremonialni objekti in stanovanjske strukture se nahajajo okoli njega ali v njegovi neposredni bližini, večina od teh so bile raziskane in obnovljene od Alfonsa Casa in njegovih sodelavcev. Sever in jug Glavnega trga sta razmejena z velikimi platoji, dostopni preko monumentalnih stopnic. Na vzhodni in zahodni strani je trg podobno omejen s številom manjših gomilnih platojev, na katerih so stali templji in rezidence elit, kot tudi eno od dveh igrišč za igro z žogo. Hrbtenica gomil zaseda središče trga in je podobno služila kot platoji za obredne strukture.
Ena od značilnosti Monte Albána je veliko število izklesanih kamnitih spomenikov po celotnem trgu. Prvi primeri so tako imenovani Danzantes (dobesedno plesalci), ki se nahajajo predvsem v bližini zgradbe 'L' in ki predstavljajo gole moške v spačenih in zavitih pozah, nekateri od njih imajo okrnjene genitalije. Liki naj bi predstavljali žrtvene žrtve, kar pojasnjuje morbidno značilnosti likov. V Danzantes je funkcija fizičnih lastnosti značilna za Olmeško kulturo.  Razlaga iz 19. stoletja pravi, da so jih upodabljali za mučenje, žrtvovanje vojnih ujetnikov, nekatere so identificirati z imenom in prikazujejo voditelje konkurenčnih centrov in kraje, ki so jih zajeli Monte Albánovci. Več kot 300 Danzantes kamnov so našli in nekatere izmed bolje ohranjenih si lahko ogleda v muzeju najdišča. Obstaja nekaj znakov, da so imeli Zapoteki pisavo in koledarski zapis.
Različne vrste izrezljanih kamnov najdemo na bližnji zgradbah 'J' v središču glavnega trga, stavbe označene z nenavadno puščico kot obliko in orientacijo, ki se razlikuje od večine drugih objektov na mestu. Vstavljene znotraj zidov je več kot 40 velikih izrezljanih plošč, ki  datirajo v Monte Alban II in prikazujejo krajevna imena, včasih skupaj z dodatnimi pisnimi znaki in v mnogih primerih z značilno glavo navzdol. Alfonso Caso jih je najprej opredelil kot "Conquest plošče", verjetno seznam krajev, ki so jih elite Monte Albana osvojile in / ali nadzorovale. Nekateri kraji navedeni na zgradbi 'J' so okvirno opredeljeni, v enem primeru (regija Cañada de Cuicatlán v severni Oaxaci) je Zapoteško osvajanje potrjeno preko arheološke raziskave in izkopavanj.
Nahajališče Monte Alban vsebuje več dokazov skozi arhitekturo mesta, ki kažejona družbeno razslojevanje v naselju. Stene, ki so bile devet metrov visoke in dvajset metrov široke so bile zgrajene okoli naselja in so bile uporabljena samo za ustvarjanje meje med Monte Albanom in sosednjimi naselji, ter dokazovale moč elit znotraj skupnosti. V analizi Scotta Hutsona je razmerje med commoners in elito v Monte Albanu znano po monumentalnih gomilH, ki so jih našli v mestu. Hutson prav tako ugotavlja, da se zdi, da so slog hiš spremenili, da bi postale bolj zasebne. 
Veliko artefaktov izkopanih na Monte Albánu v več kot stoletni tradiciji arheološkega raziskovanja je mogoče videti v Museo Nacional de Antropologia v Ciudad de México in v Museo Regional de Oaxaca v ex-Convento de Santo Domingo de Guzmán v Oaxaci. Slednje muzejske hiše imajo veliko predmetov, ki jih je odkril leta 1932 Alfonso Caso v Monte Albanu v grobnici 7, zapoteškem grobu iz klasičnega obdobja, ki je bil ponovno uporabljen v postklasičnem času za pokop miksteške elite posameznikov. Njihov pokop je spremljalo nekaj najbolj spektakularnih pridatkov.
Nahajališče je priljubljena turistična destinacija za obiskovalce Oaxace in ima majhen muzej, ki prikazuje originalne izklesane kamnov iz mesta.

## Grožnje
Primarna grožnja za to arheološko najdišče je urbana rast, ki posega in "grozi, da se bo širila na ozemljih, ki imajo potencialno arheološko vrednost."  Za zaplete, je uprava mesta razdeljena med štiri različne občine, zaradi česar je enoten napor za ustavitev širjenja mesta, izziv.

## Galerija
- Oltar
- Neobnovljen del Monte Albána z Oaxaco v ozadju
- Glavni trg iz južnega platoja, z zgradbo J v ozadju.
- Stela znana kot  'Ples z nekonvencionalnimi znaki.
- Tloris strukture IV.
- Slika strukture IV.
- Zgradba M gledano iz južnega platoja.
- Plešoči kamni na trgu plesa, blizu zgradbe L.
- Grobnica na severnem platoju
- Zgradba X
- Neizkopana zgradba
- Rezbarije v kamnu, L